# La gran familia española
Pour plus de détails, voir Fiche technique et Distribution.
La gran familia española est une comédie espagnole écrite et réalisée par Daniel Sánchez Arévalo et sortie en 2013. Après le premier week-end, le film totalise une recette de 732 000€ au box-office.

## Synopsis
Ce film raconte l'histoire d'un mariage qui a lieu lors de la finale de la Coupe du monde de football en Afrique du Sud. Ce jour de catharsis générale, pendant que le pays entier se paralyse, une famille composée de cinq frères : Adán (Antonio de la Torre), Benjamín (Roberto Álamo), Caleb (Quim Gutiérrez), Daniel (Miquel Fernández) et Efraín (Patrick Criado), va également être confrontée au match le plus important de sa vie. Seront-ils capables de gagner ? Faut-il gagner à tout prix ? Peut-on perdre avec dignité ? Faut-il jouer l'attaque ou est-ce mieux de se défendre ? 

## Fiche technique
- Titre original : La gran familia española
- Réalisation : Daniel Sánchez Arévalo
- Scénario : Daniel Sánchez Arévalo
- Direction artistique :
- Décors :
- Costumes : Tatiana Hernández
- Montage : Nacho Ruiz Capillas
- Musique : Josh Rouse
- Photographie : Juan Carlos Gómez
- Son :
- Production : Fernando Bovaira, José Antonio Félez, Mercedes Gamero et Mikel Lejarza
- Sociétés de production : Antena 3, Atípica Films, Atresmedia Cine et Mod Producciones
- Sociétés de distribution :  Warner Bros.
- Budget :
- Pays d’origine :  Espagne
- Langue originale : Espagnol
- Format : couleur - 2,35:1 - son Dolby numérique
- Genre : Comédie
- Durée : 97 minutes
- Dates de sortie : 
  -  Espagne : 13 septembre 2013

## Distribution
- Héctor Colomé : le père
- Antonio de la Torre : Adán
- Roberto Álamo : Ben
- Quim Gutiérrez : Caleb
- Miquel Fernández : Dani
- Patrick Criado : Efra
- Sandy Gilberte : Fran
- Arantxa Martí : Carla
- Verónica Echegui : Cris
- Alicia Rubio : Marisa
- Sandra Martín : Mónica

## Distinctions
- Goyas 2014 : 
  - Meilleur acteur dans un second rôle pour Roberto Álamo
  - Meilleure chanson originale